# Хартія мусульман України
Хартія мусульман України – декларація мусульманських громад країни про принципи взаємовідносин мусульман, суспільства та держави. Підписана 5 грудня 2016 року, в Києві, уповноваженими представниками 35 мусульманських спільнот України.
До розробки документу була долучена більшість ісламських організацій та об’єднань країни. Хартія є описом принципів і розуміння Ісламу мусульманами України. «Вона підтверджує відданість тим цінностям, якими послуговуються мусульмани в суспільному, політичному та особистому житті». Разом з тим вона є «кроком на шляху взаємодії і співробітництва мусульманських організацій різних шкіл».
В обговоренні Хартії напередодні її підписання взяли участь провідні науковці України, громадські активісти, експерти, волонтери та представники державних установ.

## Основні принципи Хартії
Мусульмани України визнають, що віра в єдиного Бога та визнання пророчої місії посланця Божого Мухаммада (мир йому і благословення) мають об’єднувати мусульман на істині в одну громаду, забезпечуючи єдність у різноманітності, а також уважають, що вони — рівноправна та повноцінна складова частина українського суспільства.
Розуміння ісламу мусульманами України ґрунтується на Корані та Сунні, аргументації різних шкіл мусульманського права, а саме на принципах «загальної згоди» (іджма), «аналогії» (кияс) та інших, на повазі до спадщини мусульманських учених минулого, а також урахуванні українських реалій.
У розумінні ісламу мусульмани України виходять із принципів високих цілей цієї релігії, що заради неї Бог послав людству останнього посланця і пророка Мухаммада (мир йому і благословення): 
```
«Ми послали тебе тільки як милість для світів» (Коран, 21:107),
```

```
«Я прийшов удосконалити норови» (Аль-Бухарі, Адаб аль-Муфрад).
```

Мусульмани України вважають, що Всевишній Аллаг закликає людей до віри (іман) і до справи (амаль), себто іслам не обмежується виконанням обрядових норм, а має визначальну роль у суспільному, політичному, економічному та культурному житті мусульманських громад умми.
Мусульмани України зазначають, що Іслам обстоює засадничі права людини (право на життя, збереження релігії, честі та доброго імені, недоторканность майна, збереження нащадків), незалежно від статі, раси, національності, громадянства, релігійної приналежності.

## Іслам і Україна
Хартія стверджує, що Іслам з’явився в Україні ще в часи середньовіччя. Протягом 400 років весь південь сучасної України був частиною ісламського світу. Кримське ханство, Османська імперія, мусульманські громади Волині зробили вагомий внесок в культуру та історію України. Все це вимагає включення об’єктивної інформації про мусульман в підручники з історії України.
Мусульмани України дотримуються українського законодавства та визнають усі права та обов’язки, що передбачає українське громадянство. Мусульманам України як активним громадянам дозволено брати участь у політичному житті країни, бо громадянство передбачає політичну активність із погляду участі як у голосуванні, так і в політичних інститутах країни (інститутах влади). Мусульмани України, визнають суверенітет України, її незалежність, а також цілком підтримують її територіальну цілісність.
Мусульмани України активно сприяють збереженню та розвитку державної української мови, кримськотатарської мови та інших мов, а також декларують, що мовою проповіді має бути мова, зрозуміла більшості присутніх у мечеті.
Мусульмани України підтримують і заохочують економічну та культурну співпрацю України з країнами мусульманського світу, а також з країнами Заходу, вважаючи, що європейська інтеграція України сприятиме захисту прав і свобод релігійних меншин.
Мусульмани України категорично засуджують насильство й солідарні з одновірцями, що зазнають репресій і переслідувань у будь-якій країні світу.

## Діячі мусульманських громад про Хартію
Муфтій ДУМУ "Умма" Саід Ісмагілов: 
```
«У цій хартії підкреслюється, що мусульмани України готові проявляти громадянську активність і об'єднувати зусилля, щоб працювати на благо держави Україна. Також в хартії мусульмани України заявляють про те, що Україна є цілісною і суверенною державою, тобто таким чином ми об'єдналися в один кулак і готові протистояти тим, хто сьогодні говорить, що тут є радикалізм і є такі течії, які користуються свободою»
[
4
]
.
```

Михайло Якубович, голова Центру ісламознавчних досліджень НУ «Острозька академія»: «Хартія мусульман України», попри принципову декларативність, виглядає як досить змістовний документ, показуючи, наскільки тісними є стосунки між мусульманськими громадами й українським суспільством в цілому. Можна стверджувати, що «Хартія мусульман України» є значним кроком уперед не лише для ісламу в Україні, а й для ісламу в країнах Європи; в цьому стосунку ісламська спільнота України може бути навіть прикладом для організацій європейських мусульман.

## Організації, що підписали Хартію мусульман України
1. Духовне управління мусульман України «Умма»
2. Асоціація мусульман України
3. Духовне управління мусульман Криму
4. ВАГО "Альраід"
5. Громада Ісламський культурний центр Києва
6. Громада «Мархамат» (Київ)
7. Український центр діалогу та комунікації
8. Афганська громада міста Одеси
9. Мусульманська релігійна громада міста Дніпро
10. Жіноча організація «Мар’ям»
11. Ісламський культурний центр м. Київ
12. Ісламський культурний центр м. Харків
13. Ісламський культурний центр м. Львів
14. Ісламський культурний центр м. Одеса
15. Ісламський культурний центр м. Дніпро
16. Ісламський культурний центр м. Запоріжжя
17. Ісламський культурний центр м. Суми
18. Волонтерський рух «Мар’ям»
19. Управління військового капеланства мусульман України
20. Мелітопольська мусульманська релігійна община «Іраде»
21. Громадська організація «Кримська родина»
22. Мусульманська громада «Родник» м. Костянтинівка (Донецька область)
23. Мусульманська громада «Аль-Кадар» м. Бахмут (Донецька область)
24. Мусульманська релігійна громада міста Одеса
25. Мусульманська релігійна громада «Туна» м. Одеса
26. Громадська організація «Ансар Фаундейшн»
27. Жіноча Молодіжна організація
28. Релігійна громада «Салам» м. Луганськ
29. Релігійна громада «Нур» м. Донецьк
30. Мусульманська релігійна громада «Істина» м. Краматорськ (Донецька область)
31. Мусульманська релігійна громада «Бісмілля» м. Сєверодонецьк
32. Центр сертифікації «Халяль»
33. Мусульманська релігійна громада «Віра» м. Ірпінь (Київська область)
34. Мусульманська релігійна громада «Мир» м. Хмельницький
35. Мусульманська релігійна громада «Салям» м. Черкаси